# Stefano Breme
Stefano Breme (Milano, 4 giugno 1965) è un ex ciclista su strada italiano.
Tra i dilettanti vinse alcune corse di rilievo quali la Coppa d'Inverno e la Milano-Rapallo. Professionista nel biennio 1989-1990, non ottenne vittorie ma partecipò all'edizione 1990 del Giro d'Italia in maglia Selle Italia-Eurocar.

## Palmarès
- 1985 (dilettanti)

Trofeo Pigoni e Miele
- 1986 (dilettanti)

Milano-Rapallo
Memorial Luigi Pastore - Bassignana
Coppa d'Inverno
- 1987 (dilettanti)

Trofeo Serafino Biagioni
Pistoia-Livorno

## Piazzamenti

### Grandi Giri
- Giro d'Italia

1990: 151º